# (31081) 1996 XO13
1996 أكس أو 13 (ويعرف أيضًا باسم (31081) 1996 أكس أو 13 وفق تسمية الكوكب الصغير) (بالإنجليزية: 1996 XO13)‏ هو كويكب ضمن حزام الكويكبات؛ وترتيبه 31081 من حيث الاكتشاف.
اكتُشف هذا الجُرم الفلكي بواسطة Dennis di Cicco ‏ في 9 ديسمبر 1996.

## وصلات خارجية
- (31081) 1996 XO13 في قاعدة بيانات مختبر الدفع النفاث لأجرام النظام الشمسي الصغيرة

- الاكتشاف · مخطط المدار ·  العناصر المدارية · المعلمات المادية

- (31081) 1996 XO13 على موقع ويكي سكاي: DSS2, SDSS, GALEX, IRAS, Hydrogen α, X-Ray, Astrophoto, Sky Map, Articles and images